# East Williamsburg
East Williamsburg è un quartiere di Brooklyn, uno dei cinque distretti di New York. I confini del quartiere sono Greenpoint a nord, Maspeth e Ridgewood a est, Bushwick a sud e Williamsburg a ovest.

## Demografia
Secondo i dati del censimento del 2010 la popolazione di East Williamsburg era di 34 158 abitanti, in aumento del 7,2% rispetto ai 31 878 del 2000. La composizione etnica del quartiere era: 43,1% (14 706) bianchi americani, 12,7% (4 354) asioamericani, 9,3% (3 189) afroamericani, 0,1% (40) nativi americani, 0,1% (21) nativi delle isole del Pacifico, 0,3% (115) altre etnie e 1,6% (561) multietinici. Gli ispanici e latinos di qualsiasi etnia erano il 32,7% (11 172).

## Trasporti
Il quartiere è servito dalla metropolitana di New York attraverso le stazioni di Grand Street, Montrose Avenue e Morgan Avenue della linea BMT Canarsie, dove fermano i treni della linea L.